# Sri Bawono
Sri Bawono is een bestuurslaag in het regentschap Lampung Timur van de provincie Lampung, Indonesië. Sri Bawono telt 8460 inwoners (volkstelling 2010).